# Dollenbruch
Naturschutzgebiet Dollenbruch (Flurbezeichnung im Siegerland: Dornbruch) ist der Name zweier südlich von Silberg und Brachthausen im Südsauerland sowie nördlich von Dahlbruch und nordöstlich von Müsen im Siegerland gelegener, insgesamt 100 Hektar (1 km²)  großer Naturschutzgebiete (NSG).

## Geschichte
1959 und 2004 hat die Bezirksregierung Arnsberg das Gebiet per Verordnung als NSG geschützt. Es besteht aus drei Teilflächen. Knapp 99 Hektar liegen im zum Kreis Olpe gehörenden  Teil und etwa ein Hektar im Kreis Siegen-Wittgenstein. Ein 41 Hektar großer Teil ist seit 2004 als FFH-Gebiet DE-4914-302 Dollenbruch, Sellenbruch und Silberbachoberlauf ausgewiesen.

## Landschaft
Die Landschaft des Dollenbruchs besteht aus meist feuchten Wald- und Grünlandbereichen, darunter Wildwiesen und Wildäckern, wobei diese Flächen teilweise extensiv wirtschaftlich genutzt werden. Unter den Waldbereichen befinden sich Birken-Moorwald, Erlen-Auenwald, Erlen-Bruchwald, Eichen-Birkenwald und Erlen-Eschen-Auenwald. Auf den feuchten Offenlandflächen finden sich seltene Borstgrasrasen; es gibt Seggenriede sowie Feucht- und Nasswiesen mit Sumpfdotterblumen und Mädesüß, Pfeifengraswiesen, Pfeifengras-Feuchtheiden, Berg-Mähwiesen, trockene Heidegebiete, Magerweiden und Magergrünland. Teile des Grünlands sind brach gefallen. Bei dem NSG handelt es sich um Unter den Waldbereichen befinden sich Birken-Moorwald, Erlen-Auenwald, Erlen-Bruchwald, Eichen-Birken-Wald und Erlen-Eschen-Auenwald.

## Lage
Das Gebiet liegt im Naturpark Sauerland-Rothaargebirge, auf dem Gebiet der Gemeinde Kirchhundem, zu einem kleinen Teil kleinen Teil im Süden innerhalb des Stadtgebiets von Hilchenbach. Es wird von Südwesten nach Nordosten von den hier streckenabschnittsgleichen Wanderwegen Siegerland-Höhenring und Rundweg Kirchhundem durchzogen und im Osten von der Landesstraße L 728 (Kirchhundem−Hilchenbach) begrenzt. Im Norden durchschneidet die Kreisstraße K 19 (Goldbergstraße), die von Silberg nach Brachthausen führt, den geschützten Landschaftsteil. Ein kleineres Stück des Naturschutzgebietes Dollenbruch liegt separat nördlich der Straße, westlich von Brachthausen, im Süden der Kophelle.